# Zadole (Wrzawy)
Zadole – część wsi Wrzawy w Polsce, położona w województwie podkarpackim, w powiecie tarnobrzeskim, w gminie Gorzyce.
Dawniej samodzielna miejscowość i gmina jednostkowa (z Sadowiem i Kawęczynem), licząca 292 mieszkańców w połowie XIX wieku